# 스테프카 코스타디노바
스테프카 게오르기에바 코스타디노바(불가리아어: Стефка Георгиева Костадинова, 1965년 3월 25일~)는 불가리아의 전직 육상 선수로 주 종목은 높이뛰기이다. 1980년대 후반부터 1990년대까지 활동한 세계에서 독보적인 높이뛰기 선수 중 한 명으로 1996년 하계 올림픽 금메달을 획득했다.

## 경력
플로브디프에서 태어났다. 1985년 세계 실내 선수권 대회에서 우승을 차지했고 1년 뒤인 1986년에 대표팀 동료 선수 류드밀라 안도노바의 세계 기록 2.07m와 타이 기록을 세웠고, 며칠 후에 2.08m로 새로운 세계 기록을 수립했다. 1987년 세계 선수권 대회에서 기록을 2.09m로 향상 시켰으며 그녀가 세운 2.09m의 기록은 2024년 현재까지도 세계 기록으로 유지되고 있다. 1988년 하계 올림픽에서 은메달을 획득했으며, 1992년 하계 올림픽에서 4위를 하다가 1996년 하계 올림픽에서 금메달 획득에 성공하였다.
그녀는 불가리아 국가대표로 활동하는 동안 세계 선수권 대회 2회(1987, 1995)  유럽 선수권 대회 1회(1986), 세계 실내 선수권 대회 5회(1985, 1987, 1989, 1993, 1997) 우승을 차지했다. 
현역 은퇴 후 스포츠 행정가가 되었다. 1999년부터 2002년까지 불가리아 육상 연맹 부회장을 재냈고 2003년부터 2005년까지 불가리아 올림픽 위원회 회장과 불가리아 청소년체육부 차관을 지냈다. 2005년 이반 슬라프코프의 뒤를 이어 불가리아 올림픽 위원회 회장으로 다시 취임했고 2024년 현재까지 회장직을 역임하고 있다.

## 같이 보기
- 높이뛰기